# Dòng chảy tối

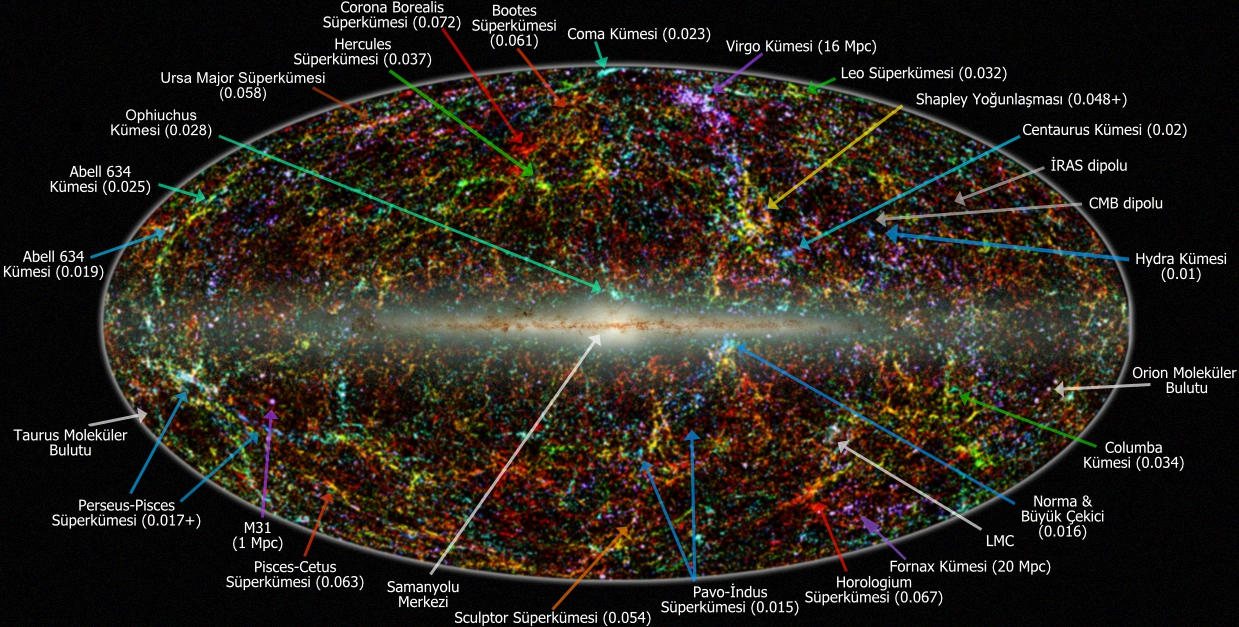
Toàn cảnh các thiên hà bên ngoài Dải Ngân hà, với cụm Norma & Great Attractor được hiển thị bằng một mũi tên dài màu xanh ở dưới cùng bên phải trong hình ảnh gần đĩa của Dải Ngân hà.

Trong vật lý thiên văn, dòng chảy tối (tiếng Anh: Dark flow) là một thành phần không ngẫu nhiên về mặt lý thuyết của vận tốc đặc biệt của các cụm thiên hà. Vận tốc đo thực tế là tổng vận tốc được dự đoán bởi Định luật Hubble cộng với vận tốc nhỏ và không giải thích được (hoặc tối) có thể chảy theo một hướng chung.
Theo các mô hình vũ trụ học vật lý, chuyển động của các cụm thiên hà đối với nền vi sóng vũ trụ nên được phân phối ngẫu nhiên theo mọi hướng. Tuy nhiên, phân tích dữ liệu từ tàu thăm dò Bất đẳng hướng Vi sóng Wilkinson ba năm sử dụng hiệu ứng động học Sunyaev-Zel'dovich, các nhà thiên văn học Alexander Kashlinsky, F. Atrio-Barandela, D. Kocevski và H. Ebeling đã tìm thấy bằng chứng về "sự kết hợp đáng ngạc nhiên" 600 - 1000 km/giây về phía bầu trời 20 độ giữa các chòm sao Nhân Mã và Thuyền Phàm.
Các nhà nghiên cứu đã đề xuất rằng chuyển động có thể là tàn dư của ảnh hưởng của các khu vực không còn nhìn thấy được trong vũ trụ trước khi vũ trụ giãn nở. Kính viễn vọng không thể nhìn thấy các sự kiện sớm hơn khoảng 380.000 năm sau Vụ Nổ Lớn, khi vũ trụ trở nên trong suốt (nền vi sóng vũ trụ); điều này tương ứng với chân trời Particle ở khoảng cách khoảng 46 tỷ (4,6 × 1010) năm ánh sáng. Vì vật chất gây ra chuyển động ròng trong đề xuất này nằm ngoài phạm vi này, nên theo một nghĩa nào đó, nó sẽ nằm ngoài vũ trụ hữu hình của chúng ta; tuy nhiên, nó vẫn còn trong hình nón ánh sáng trong quá khứ của chúng ta.
Các kết quả đã xuất hiện vào ngày 20 tháng 10 năm 2008, số phát hành của Tạp chí Vật lý thiên văn.

Vào năm 2013, dữ liệu từ kính viễn vọng không gian Planck cho thấy không có bằng chứng nào về "dòng chảy tối" trên quy mô đó, giảm giá cho các tuyên bố bằng chứng về hiệu ứng hấp dẫn vượt ra ngoài vũ trụ hữu hình hoặc sự tồn tại của đa vũ trụ. Tuy nhiên, vào năm 2015, Kashlinsky và các cộng sự tuyên bố đã tìm thấy sự hỗ trợ cho sự tồn tại của nó bằng cách sử dụng cả dữ liệu Planck và WMAP.

## Vị trí
Dòng chảy tối được xác định là chảy theo hướng của chòm sao Centaurus A và Trường Xà. Điều này tương ứng với hướng của Great Attractor, một bí ẩn hấp dẫn ban đầu được phát hiện vào năm 1973. Tuy nhiên, nguồn thu hút của Great Attractor được cho là bắt nguồn từ một cụm thiên hà khổng lồ được gọi là Cụm Norma, nằm cách Trái Đất khoảng 250 triệu năm ánh sáng.

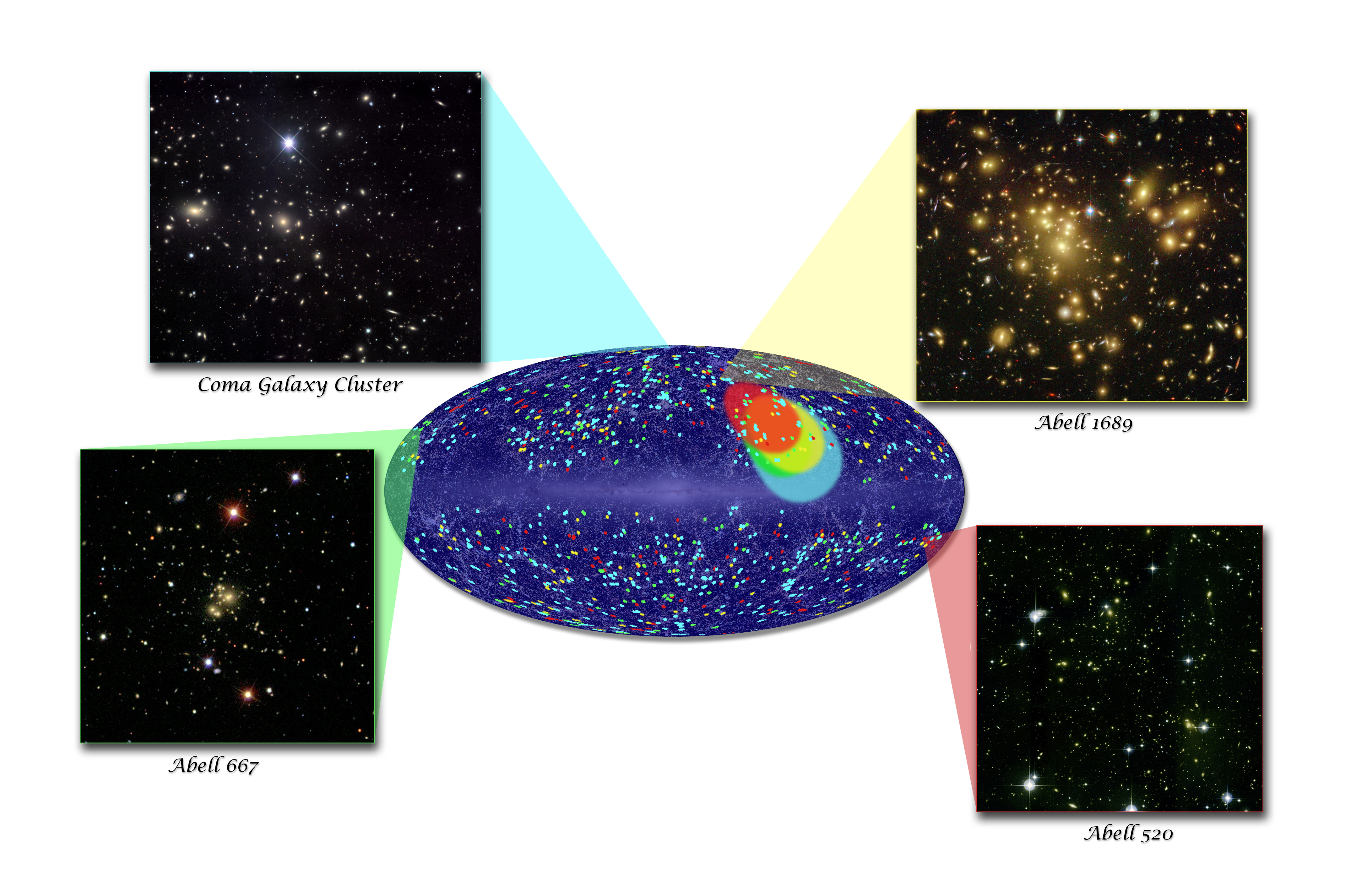
Các chấm màu là các cụm trong một trong bốn phạm vi khoảng cách, với màu đỏ hơn cho thấy khoảng cách lớn hơn. Các hình elip màu hiển thị hướng chuyển động khối cho các cụm màu tương ứng. Hình ảnh của các cụm thiên hà đại diện trong mỗi lát cắt khoảng cách cũng được hiển thị. Tín dụng hình ảnh: A. Kashlinsky (NASA).